# Mitropacup 1972
De Mitropacup 1972 was de 32e editie van deze internationale beker en voorloper van de huidige Europacups.
Dit jaar weer een gewijzigde opzet van het toernooi. Zes clubs ditmaal, wel uit Italië, Hongarije, Joegoslavië, Oostenrijk en Tsjechoslowakije, zouden in twee groepen van drie deelnemers een competitie spelen en de beide winnaars zouden in een finale de winnaar bepalen. Celik Zenica was (voor het tweede opeenvolgd jaar) de gelukkige.
 Groep A 
| Club             | Land                 | Uitslagen | Land               | Club             |
| ---------------- | -------------------- | --------- | ------------------ | ---------------- |
| Celik Zenica     | Vlag van Joegoslavië | 0-3 , 3-0 | Vlag van Hongarije | Honvéd Boedapest |
| Celik Zenica     | Vlag van Joegoslavië | 2-0 , 2-0 | Vlag van Tsjechië  | Sparta Praag     |
| Honvéd Boedapest | Vlag van Hongarije   | 3-2 , 2-1 | Vlag van Tsjechië  | Sparta Praag     |

 Klassement 
| Plaats | Club             | W : w - g - v | Punten | Doelsaldo |
| ------ | ---------------- | ------------- | ------ | --------- |
| 1      | Celik Zenica     | 4 : 3 - 0 - 1 | 6      | 7 - 3     |
| 2      | Honvéd Boedapest | 4 : 3 - 0 - 1 | 6      | 8 - 6     |
| 3      | Sparta Praag     | 4 : 0 - 0 - 4 | 0      | 3 - 9     |

 Groep B 
| Club              | Land                 | Uitslagen | Land                 | Club              |
| ----------------- | -------------------- | --------- | -------------------- | ----------------- |
| AC Fiorentina     | Vlag van Italië      | 3-0 , 1-2 | Vlag van Joegoslavië | Partizan Belgrado |
| AC Fiorentina     | Vlag van Italië      | 3-0 , 2-1 | Vlag van Oostenrijk  | First Vienna FC   |
| Partizan Belgrado | Vlag van Joegoslavië | 3-0 , 4-1 | Vlag van Oostenrijk  | First Vienna FC   |

 Klassement 
| Plaats | Club              | W : w - g - v | Punten | Doelsaldo |
| ------ | ----------------- | ------------- | ------ | --------- |
| 1      | AC Fiorentina     | 4 : 3 - 0 - 1 | 6      | 9 - 3     |
| 2      | Partizan Belgrado | 4 : 3 - 0 - 1 | 6      | 9 - 5     |
| 3      | First Vienna FC   | 4 : 0 - 0 - 4 | 0      | 2 - 12    |

 Finale 
| WINNAAR      | Land                 | Uitslagen | Land            | FINALIST      |
| ------------ | -------------------- | --------- | --------------- | ------------- |
| Celik Zenica | Vlag van Joegoslavië | 0-0 , 1-0 | Vlag van Italië | AC Fiorentina |

1927 · 1928 · 1929 · 1930 · 1931 · 1932 · 1933 · 1934 · 1935 · 1936 · 1937 · 1938 · 1939 · 1940 · 1951 · 1955 · 1956 · 1957 · 1958 · 1959 · 1960 · 1961 · 1962 · 1963 · 1964 · 1965 · 1966 · 1967 · 1968 · 1969 · 1970 · 1971 · 1972 · 1973 · 1974 · 1975 · 1976 · 1977 · 1978 · 1980 · 1981 · 1982 · 1983 · 1984 · 1985 · 1986 · 1987 · 1988 · 1989 · 1990 · 1991 · 1992